# Amy Deasismont
Amy Diamond, nome artístico de Amy Linnea Deasismont (Norrköping, 15 de abril de 1992), é uma cantora sueca de música pop.

## Biografia
Amy Diamond nasceu na Suécia, mas logo em seguida, mudou-se para Inglaterra, com um ano de idade. Com quatro anos retornou para seu país de origem. Ela se formou como cabeleireiro em maio de 2011.

## Carreira
Seus maiores sucessos até agora foram às canções "What's In It For Me", "Shooting Star", "Welcome To The City", "Don't Cry Your Heart Out", "Stay My Baby", "It's My Life" e "Up". O single "What's In It For Me" também foi sucesso nos países vizinhos Dinamarca, Noruega e Finlândia.
Amy Diamond nasceu na Suécia, mas logo em seguida, mudou-se para Inglaterra com 1 ano de idade até que com 4 anos retornou para Suécia.
Desde sua aparição no show televisivo "Super Troupers", Amy tem sido extremamente solicitada a cantar em outros lugares como "Barnens Allsång på Skansen" (As crianças solistas em Skansen) e em muitos festivais por todo o país como artista convidado. Na Dinamarca, foi a mais jovem artista a receber o Prêmio NMA (Nordic Music Award) na categoria de o maior sucesso nos países nórdicos, para a canção "What's In It For Me.
Devido ao sucesso do single what's in it for me, um álbum completo foi encomendado, e This Is Me Now foi lançado em maio de 2005. O álbum vendeu mais de 150.000 cópias, que foi o triplo da exigência de certificação de disco de ouro na Suécia na época. O sucesso levou a aparições na televisão, como no gráfico semanal mostra Trackslistan e mostrar às crianças de concorrência femman Vi i. Até o final de 2005, ela apareceu ao vivo em mais de 20 programas de televisão. A turnê de concertos na Suécia, foi organizada por ela no verão, e alguns dos shows também foram televisionados.
Embora os fãs de Amy são tipicamente escolares, o álbum não pode ser descrito como música infantil. O estilo de This Is Me Now é essencialmente de música pop feliz com fundos sintetizador, mas inclui o tema da música "Amanhã" do musical Annie e uma gravação ao vivo da música "If I Ain't Got You". As canções do álbum foram feitas pelo produtor equipe Tysper (Tommy Tysper), Mack (Marcus Sepehrmanesh) e Grizzly (Gustav Jonsson), que são todos de Estocolmo.
Ela chegou à final em Super Troupers, onde ela chegou ao final, cantando Shakira, "Underneath Your Clothes". Ela tinha 12 anos. Uma revisão no Svenska Dagbladet descreveu sua voz como multa e seguros, e sua gravadora, anunciada como "brilhante e características" . Outros prêmios Rádio NRJ Award - Melhor Artista Feminina e Melhor canção na Suécia (What's In It For Me). Nickelodeon Kids Choice Awards - Melhor Sucesso Sueco (What's In It For Me) Diamond foi enviado em uma turnê promocional toda a Europa Central no final de 2005. Sua gravadora permitiu que toda a família viajar com ela sempre que os shows foram no exterior. Diamond realizada na televisão, na Alemanha, Noruega, Dinamarca, Polónia, Lituânia e Holanda. Melodifestivalen Ela também participou na qualificação para o festival da Eurovision Sueco, conhecido como Melodifestivalen com a canção "Thank You" em 2008, onde obteve oitavo lugar. No ano seguinte, Amy Diamond voltou ao Melodifestivalen com a canção "It's My Life", tentando uma vaga no festival da Eurovision, mas acabou sendo desclassificada nas semifinais.

## Prêmios
- Rádio NRJ Award - Melhor Artista Feminina e Melhor canção na Suécia (What's In It For Me).
- Nickelodeon Kids Choice Awards - Melhor Sucesso Sueco (What's In It For Me)

## Discografía

### Álbuns
- This Is Me Now (2005)
- Still Me Still Now (2006)
- Music In Motion (2007)
- Music In Motion - Golden Edition (2008)
- En Helt Ny Jul (2008)
- Swings And Roundabouts (2009)
- Greatest Hits (2010)
- God Jul (EP de natal) (2011)

### Singles
- What's In It For Me (2005) SWE: #1
- Welcome To The City (2005) SWE: #3
- Champion (2005) SWE: --
- Shooting Star (2005) SWE: --
- Don't Cry Your Heart Out (2006) SWE: #2
- Big Guns (2006) SWE: #23
- It Can Only Get Better (2006) SWE: #19
- Is It Love? (2007) SWE: #9
- Stay My Baby (2007) SWE: #1
- Thank You (2008) SWE: #8
- En Helt Ny Jul (2008) SWE: #14
- It's My Life (2009) SWE: #14
- Up (2009) SWE: #4
- Brand New Day (2009) SWE: #27
- Bittersweet (2010) SWE: #46
- Only You (2010) SWE: #10
- True Colors (2010) SWE: #7